# Auckland City
Auckland City (informellt Central Auckland) var till 2010 den största och centralaste av de fyra sammanvuxna stadskommuner som utgjorde Aucklands storstadsområde och huvudort i Aucklandregionen på Nya Zeeland. Hela den centrala staden rymdes inom Auckland Citys gränser. Sedan 2010 utgör Aucklandregionen en enda kommun.

## Befolkning
Auckland City var Nya Zeelands största stad och den mest internationella sett till befolkningens ursprung – 185 olika nationaliteter fanns representerade i staden.

## Näringsliv
I mars 2009 fanns det 355000 arbetstillfällen i Auckland City, av dem var drygt vart fjärde inom fastighetsförvaltning och finansservice. Arbetslösheten i staden var 2009 ungefär en procentenhet högre än genomsnittet, och samtidigt hade staden en negativ tillväxt. Tre av landets största företag har sina huvudkontor i staden, bland dem flygbolaget Air New Zealand.

## Panoramabilder

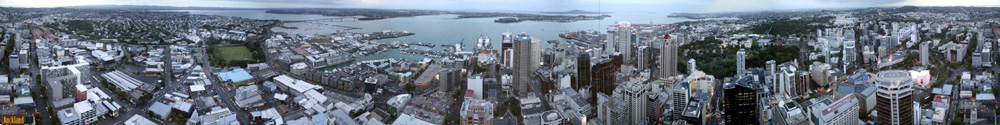
Vy över Auckland från Sky Tower.

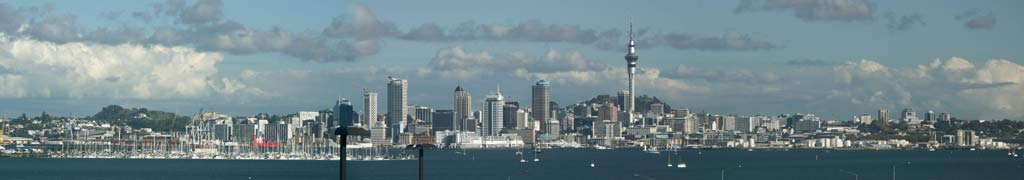
Vy av Auckland från North Shore City.

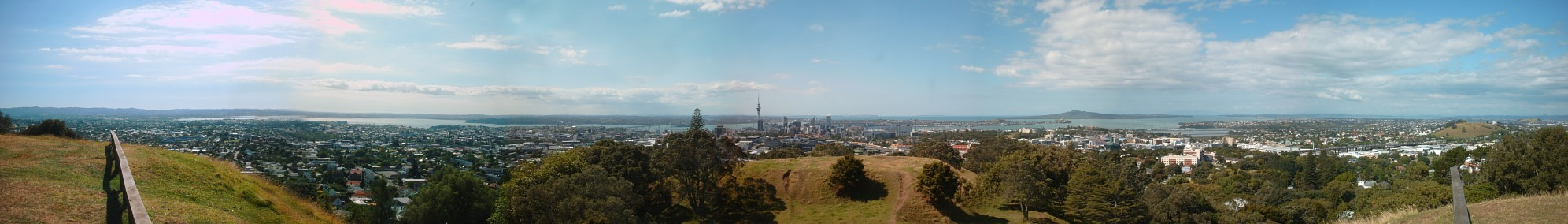
Vy över Auckland från Mount Eden.